# Sinogramme traditionnel

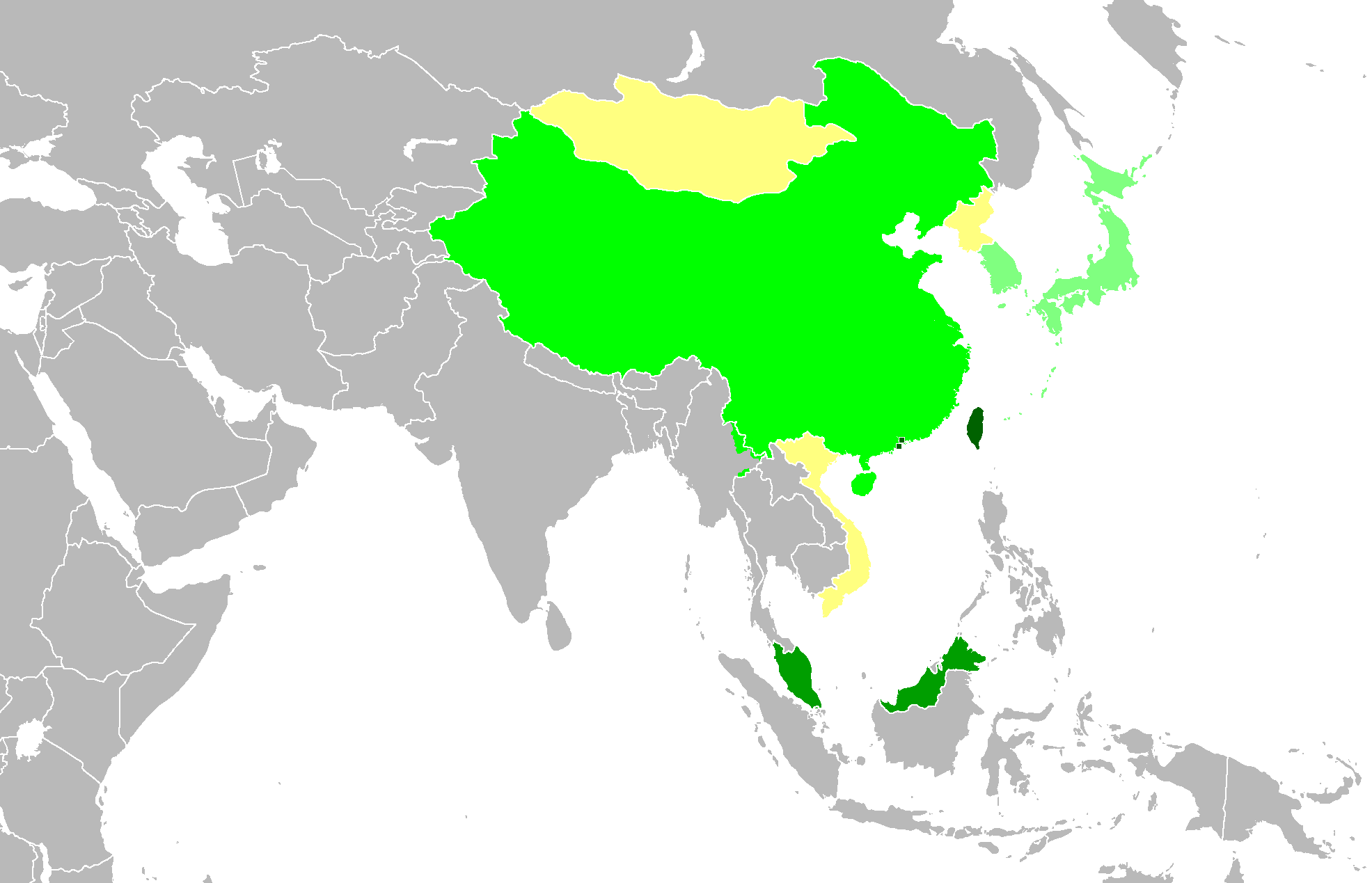
Pays et régions utilisant officiellement les caractères chinois actuellement ou anciennement comme système d'écriture :
Chinois traditionnel utilisé officiellement (Taïwan, Hong Kong, Macao)
Chinois simplifié utilisé officiellement, mais la forme traditionnelle est également utilisée dans l'édition (Singapour et Malaisie)
Chinois simplifié utilisé officiellement, la forme traditionnelle dans l'usage quotidien existe mais n'est pas courante (Chine continentale, Kokang et État Wa au Myanmar)
Caractères chinois utilisés en parallèle avec d'autres écritures dans les langues maternelles respectives (Corée du Sud, Japon)
Caractères chinois autrefois utilisés officiellement, mais désormais obsolètes (Mongolie, Corée du Nord, Viêt Nam)

Les caractères chinois traditionnels sont un ensemble de caractères chinois standard utilisés pour l'écriture du chinois. Leurs formes modernes sont apparues pour la première fois avec l'émergence de l'écriture cléricale pendant la dynastie Han à partir de 200 av. J.-C. et ont été standardisées avec l'introduction de l'écriture régulière à partir du IIe siècle. Ils sont restés la forme standard des caractères chinois imprimés ou du chinois littéraire dans toute la sinosphère jusqu'au milieu du XXe siècle,, lorsque plusieurs pays ont adopté les caractères chinois simplifiés,,.
Les caractères chinois traditionnels restent d'usage courant à Taïwan, Hong Kong et Macao, ainsi que dans la plupart des communautés de la diaspora chinoise en dehors de l'Asie du Sud-Est; en outre, le hanja en coréen reste pratiquement identique aux caractères traditionnels, qui sont encore utilisés dans une certaine mesure en Corée du Sud, malgré les normes différentes utilisées dans ce pays pour certaines variantes de caractères chinois. À Taïwan, la normalisation des caractères traditionnels est stipulée par la promulgation de la forme standard des caractères nationaux, qui est réglementée par le Ministère de l'Éducation de Taïwan. En revanche, les caractères chinois simplifiés sont utilisés en Chine continentale, en Malaisie et à Singapour dans les publications officielles.
Il existe un débat de longue date au sein des communautés chinoises sur l'usage des caractères traditionnels ou simplifiés (en),. De nombreux journaux chinois en ligne permettent aux utilisateurs de passer d'un jeu de caractères à l'autre.

## Histoire
Les formes modernes des caractères chinois traditionnels sont apparues avec l'émergence de l'écriture cléricale au cours de la dynastie Han et sont restées plus ou moins stables depuis le Ve siècle (au cours des dynasties du Sud et du Nord).
Le rétronyme « chinois traditionnel » est utilisé pour opposer les caractères traditionnels aux « caractères chinois simplifiés », un jeu de caractères standardisé introduit dans les années 1950 par le gouvernement de la République populaire de Chine sur le territoire de la Chine continentale.

## Usage moderne dans les régions de langue chinoise

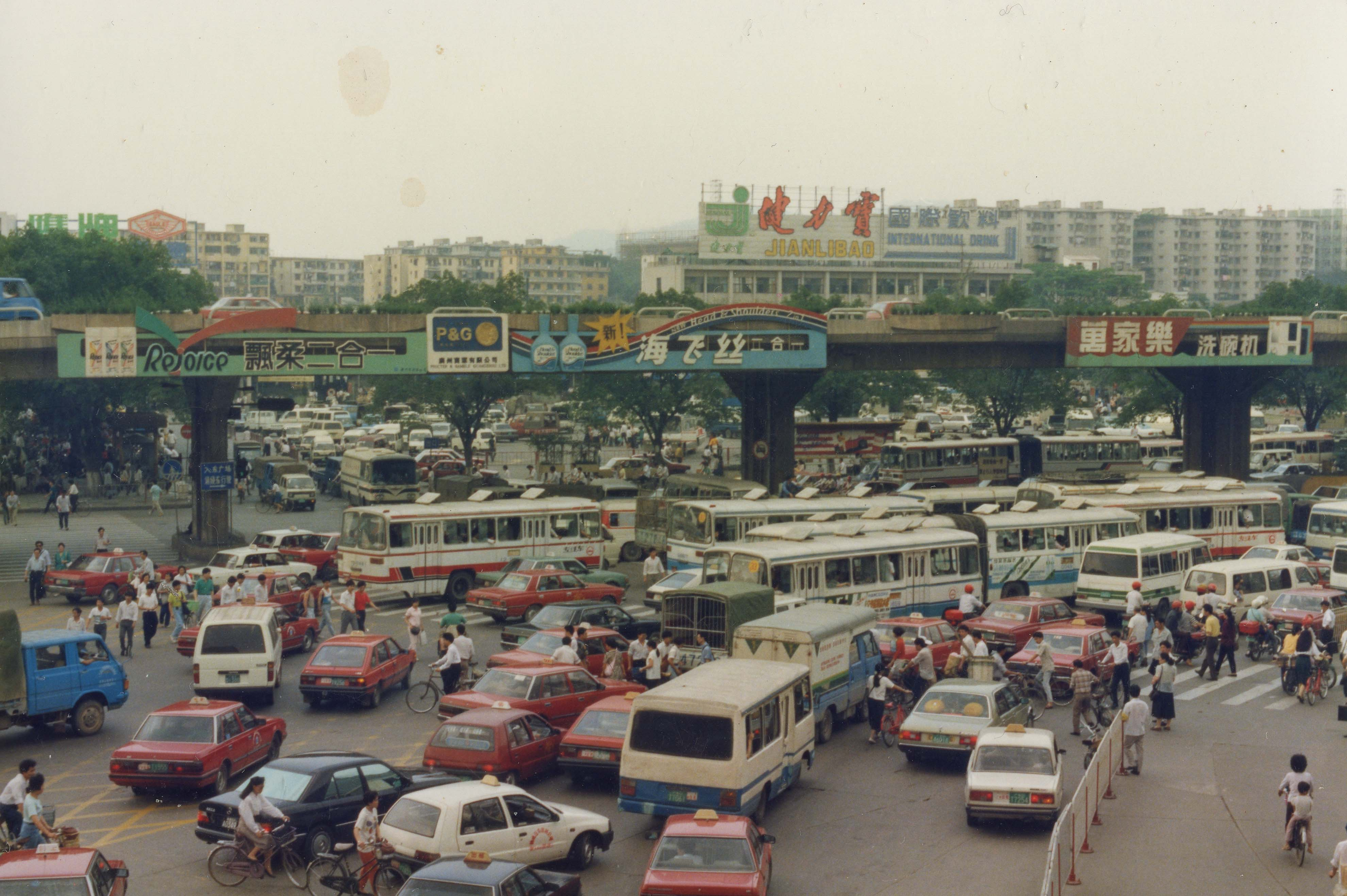
La place à l'est de la gare de Canton en 1991. On peut remarquer la prédominance des caractères chinois traditionnels dans les logos des marques de cette époque, notamment Jianlibao (en) (健力寶), Rejoice (飄柔) et 萬家樂 ; seule Head & Shoulders (海飞丝) est imprimé en caractères simplifiées. En Chine continentale, il était autorisé de concevoir des logos de marque en caractères traditionnels, mais depuis 2020, à l'exception de Jianlibao (en), les trois autres sont passés au simplifié.
Le caractère 繁 (en pinyin : fán ; en zhuyin : ㄈㄢˊ) signifiant « complexe, compliqué » (désignant les caractères chinois)

### Chine continentale
Bien que les caractères simplifiés soient approuvés par le gouvernement chinois et enseignés dans les écoles, il n'est pas interdit d'utiliser les caractères traditionnels. Les caractères traditionnels sont utilisés de manière informelle, principalement dans l'écriture manuscrite (calligraphie chinoise), mais aussi pour les inscriptions et les textes religieux. Ils sont souvent conservés dans les logos ou les graphiques pour évoquer le passé. Néanmoins, la grande majorité des médias et des communications en Chine utilisent des caractères simplifiés.

### Hong Kong et Macao
À Hong Kong et Macao, le chinois traditionnel est la forme écrite légale depuis l'époque coloniale. Ces dernières années, cependant, les caractères chinois simplifiés sont également utilisés pour accommoder les touristes et les immigrants de Chine continentale. L'utilisation de caractères simplifiés a suscité l'inquiétude des habitants quant à la protection de leur patrimoine local,.

### Taïwan
Taïwan n'a jamais adopté les caractères simplifiés. Le gouvernement de Taïwan décourage l'utilisation des caractères simplifiés dans les documents gouvernementaux et dans le cadre de l'enseignement,,,. Néanmoins, les caractères simplifiés (簡體字) peuvent être compris par certains Taïwanais, car leur apprentissage ne demande que peu d'efforts. Certaines simplifications des traits d'écriture sont présentes depuis longtemps dans l'écriture populaire, en tant que forme informelle de variante (俗字) des caractères traditionnels,.

### Philippines
La communauté chinoise philippine reste l'une des plus conservatrices d'Asie du Sud-Est en matière de simplification. Bien que les principales universités publiques enseignent les caractères simplifiés, de nombreuses écoles chinoises bien établies utilisent encore les caractères traditionnels. Des publications telles que Chinese Commercial News (en), World News (en) et United Daily News (en) utilisent toutes les caractères traditionnels. Il en va de même pour certains magazines de Hong Kong, tels que le Yazhou Zhoukan (en). En revanche, le Philippine Chinese Daily utilise des caractères simplifiés.
Les sous-titres de films ou de programmes télévisés sur DVD utilisent principalement des caractères traditionnels, ce sous-titrage étant influencé par l'usage taïwanais et par le fait que les deux pays se trouvent dans la même Région DVD, 3.

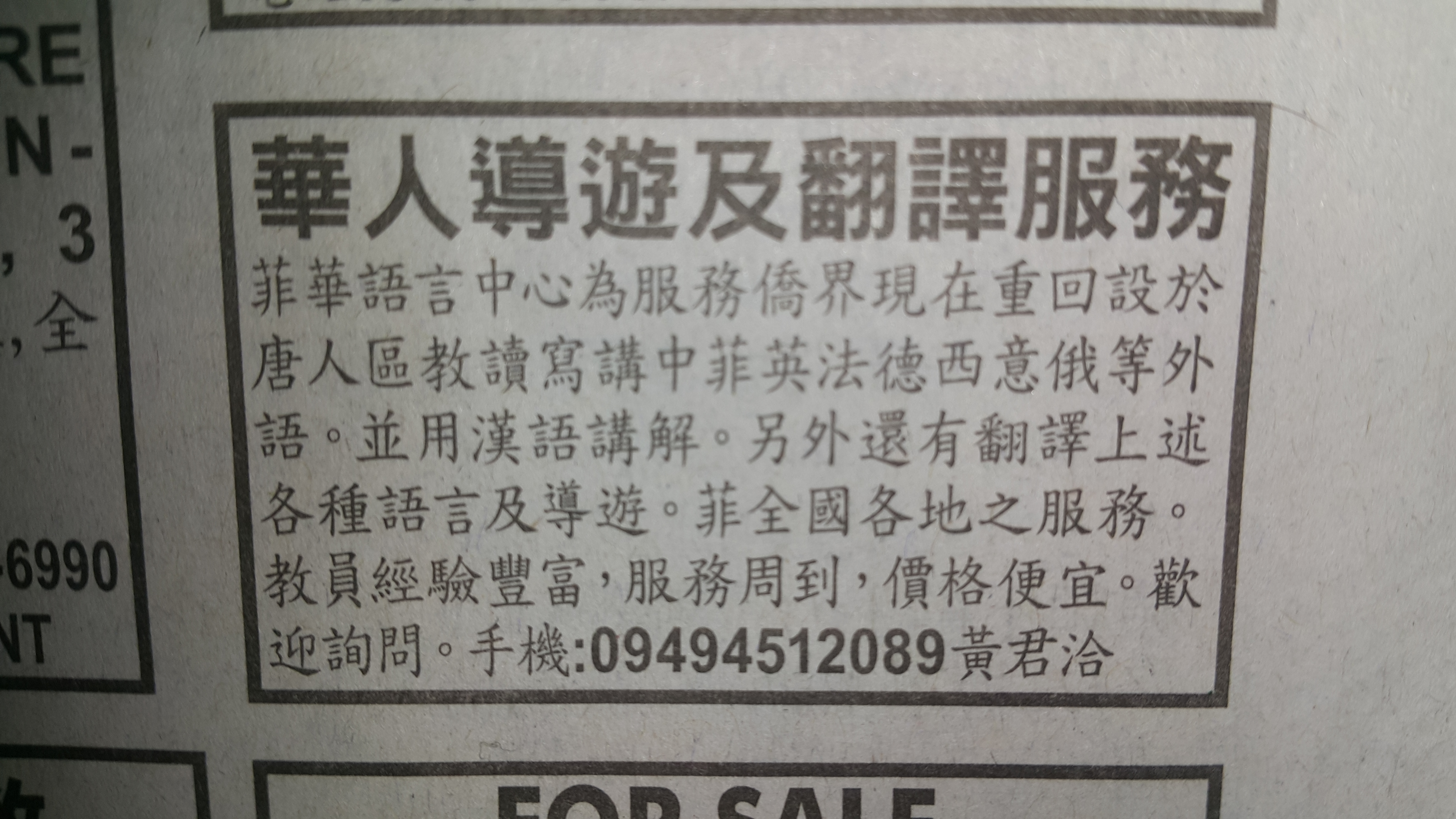
Offre d'emploi dans un quotidien philippin en caractères chinois traditionnels

### États-Unis
Ayant immigré aux États-Unis au cours de la seconde moitié du XIXe siècle, bien avant l'introduction des caractères simplifiés, les Américains d'origine chinoise ont longtemps utilisé les caractères traditionnels. Par conséquent, les avis publics et la signalisation en chinois aux États-Unis sont généralement en chinois traditionnel.

## Nom
Les caractères chinois traditionnels sont connus sous différents noms dans le monde sinophone. Le gouvernement de Taïwan appelle officiellement les caractères chinois traditionnels « caractères standard » ou « caractères orthodoxes » (正體字, zhèngtǐzì). Toutefois, le même terme est utilisé en dehors de Taïwan pour distinguer les caractères standard, simplifiés et traditionnels des caractères variables et idiomatiques.
En revanche, les utilisateurs de caractères traditionnels en dehors de Taïwan, tels que ceux de Hong Kong, de Macao et de la diaspora chinoise, ainsi que les utilisateurs de caractères chinois simplifiés, appellent les caractères traditionnels « caractères complexes » (繁體字, fántǐzì), « caractères anciens » (老字, lǎozì), ou « caractères chinois complets » (全體字, quántǐ zì) pour les distinguer des caractères chinois simplifiés.
Certains utilisateurs de caractères traditionnels soutiennent que les caractères traditionnels sont la forme originale des caractères chinois et qu'ils ne peuvent être qualifiés de « complexes ». De même, ils affirment que les caractères simplifiés ne peuvent être qualifiés de « standard » parce qu'ils ne sont pas utilisés dans toutes les régions de langue chinoise. À l'inverse, les partisans des caractères chinois simplifiés s'opposent à ce que les caractères traditionnels soient qualifiés de « standard », car ils considèrent les nouveaux caractères simplifiés comme la norme contemporaine utilisée par la grande majorité des locuteurs chinois. Ils soulignent également que les caractères traditionnels ne sont pas vraiment traditionnels, car de nombreux caractères chinois ont été rendus plus élaborés au fil du temps.
Certains appellent les caractères traditionnels simplement « caractères propres » (正字, zhèngzì ou 正寫, zhèngxiě) et les caractères simplifiés « caractères à traits simplifiés » (簡筆字, jiǎnbǐzì) ou « caractères à traits réduits » (減筆字, jiǎnbǐzì) (« simplifié » et « réduit » sont en fait des homophones en chinois mandarin, tous deux prononcés jiǎn; ㄐㄧㄢˇ ).

## Impression
En Chine continentale et à Singapour, le système simplifié est utilisé pour l'impression des textes. À l'écrit, la plupart des gens utilisent des simplifications informelles, parfois personnelles. Dans la plupart de cas, un caractère alternatif (異體字) est utilisé à la place d'un caractère comportant plusieurs traits, comme 体 pour 體. Autrefois, les caractères alternatifs avaient deux usages principaux. Premièrement, ils étaient utilisés pour nommer une personne importante dans des contextes moins formels, réservant les caractères traditionnels aux contextes formels en signe de respect, un exemple de ce que l'on appelle en chinois l'« évitement de l'offense (en) » (避諱). Deuxièmement, des caractères alternatifs étaient répétés dans le contexte pour montrer que la répétition était intentionnelle plutôt qu'une erreur (筆誤).

## Codage informatique et polices de caractères
Dans le passé, le chinois traditionnel était le plus souvent rendu à l'aide du système de codage de caractères Big5, un système qui favorise le chinois traditionnel. Cependant, Unicode, qui accorde la même importance aux caractères chinois simplifiés et traditionnels, est devenu une méthode de rendu de plus en plus populaire. Il existe plusieurs IME (Éditeurs de méthode d'entrée) disponibles pour saisir les caractères chinois. Il existe encore de nombreux caractères Unicode qui ne peuvent pas être écrits à l'aide de la plupart des IME.
Dans les noms de fichiers et les descriptions de polices, l'acronyme TC est utilisé pour signifier l'utilisation de caractères chinois traditionnels afin de différencier les polices qui utilisent SC pour les caractères chinois simplifiés.

## Pages Web
Le World Wide Web Consortium recommande l'utilisation de la balise langue zh-Hant comme attribut de langue et valeur Content-Language pour spécifier le contenu des pages web en chinois traditionnel.

## Usage dans d'autres langues
En japonais, kyūjitai est la forme non simplifiée, aujourd'hui obsolète, des shinjitai Jōyō kanji. Ces caractères non simplifiés sont pour la plupart conformes aux caractères traditionnels chinois, à l'exception de quelques différences graphiques régionales mineures. En outre, il est généralement recommandé d'imprimer les caractères qui ne figurent pas dans la liste Jōyō dans leur forme originale non simplifiée, à quelques exceptions près.
En coréen, les caractères chinois traditionnels sont identiques aux Hanja (aujourd'hui presque entièrement remplacés par le Hangeul pour un usage général dans la plupart de cas, mais néanmoins inchangés par rapport au chinois, à l'exception de certains Hanja fabriqués en Corée).
Les caractères chinois traditionnels sont également utilisés par des groupes ethniques non chinois, notamment les Kensiu au sud de la province de Yala en Thaïlande et au nord-est de l'État de Kedah en Malaisie - pour écrire le kensiu (en),.